# Brian N. Ball
Brian Neville Ball (als Autor auch B. N. Ball, Brian Ball oder Brian N. Ball; geboren am 19. Juni 1932 in Cheshire; gestorben 23. Juli 2020 in Doncaster, South Yorkshire) war ein britischer Science-Fiction-Autor.
Nach dem Studium in London und Sheffield arbeitete er als Lehrer. 1962 veröffentlichte er eine erste Erzählung im Science-Fiction-Magazin New Worlds, ab 1965 wurde er freier Schriftsteller.
Als sein bester Roman gilt der Erstling Sundog (deutsch unter dem Titel Blockade), in dem er eine von Aliens an der Ausbreitung in interstellare Räume gehinderte, strikter Kontrolle unterworfene Menschheit schildert.
Die Romane The Space Guardians (1975) und Survival (2005) sind Romanfassungen von Episoden der britischen Fernsehserie Space: 1999 (deutsche Fassung als Mondbasis Alpha 1). Neben Science-Fiction schrieb er auch mehrere der Horrorliteratur zuzurechnende Werke.

## Bibliografie

### Serien
Timepiece
- Timepiece (1968)
  - Deutsch: Im Zeitbrennpunkt. Übersetzt von Hans-Ulrich Nichau. Goldmanns Weltraum Taschenbücher #0117, 1970.
- Timepivot (1970)
- Timepit (1971)
  - Deutsch: Zeitpunkt Null. Übersetzt von Wulf H. Bergner. Goldmann Science Fiction #0169, 1973, ISBN 3-442-23169-8.

The Probability Man
- The Probability Man (1972)
- Planet Probability (1973)

Jackson
- Jackson’s House (1974)
- Jackson’s Friend (1975)
- Jackson’s Holiday (1977)
- Jackson and the Magpies (1978)

Space 1999
- 3 The Space Guardians (1975)
- Survival (2005)
- Cargo (2010, in: Shepherd Moon)

Keegan
- The No-Option Contract (1976)
- The One-Way Deal (1976)

Witchfinder
- The Mark of the Beast (1976)
- The Evil at Monteine (1977)

### Einzelromane
- Sundog (1965)
  - Deutsch: Blockade. Fischer Taschenbuch (Fischer Orbit #6), 1972, ISBN 3-436-01500-8.
- Lesson for the Damned (1971)
- The Regiments of Night (1972; auch: Night of the Robots, 1975)
  - Deutsch: Die Nacht der Roboter. Übersetzt von Tony Westermayr. Goldmann Science Fiction #0164, 1972, ISBN 3-442-23164-7.
- Devil’s Peak (1972)
  - Deutsch: Der Fürst der Finsternis. Pabel (Vampir Horror-Roman #61), 1974.
- Singularity Station (1973)
  - Deutsch: Erstarrt in der Zeit. Übersetzt von Tony Westermayr. Goldmann Science Fiction #0206, 1975, ISBN 3-442-23206-6.
- The Venomous Serpent (1974; auch: The Night Creature)
  - Deutsch: Eiskalt wie ein Todeskuß. Übersetzt von Jürgen Saupe. Pabel (Dämonenkiller Taschenbuch #9), 1975.
- Princess Priscilla (1975, Kurzroman)
- The Witch in Our Attic (1979, Kurzroman)
- Dennis and the Flying Saucer (1981, Kurzroman)
- The Starbuggy (1983)
- The Doomship of Drax (1985)
- Truant from Space (1985, Kurzroman)
- The Quest for Queenie (1988, Kurzroman)
- Stone Age Magic (1989, Kurzroman)
- Malice of the Soul (2008)

### Sammlungen
- The Baker Street Boys: Two Baker Street Irregular Novellas (2012)

### Kurzgeschichten
- The Pioneer (1962, in: New Worlds Science Fiction, #115 February)
- The Postlethwaite Effect (1963, in: New Worlds Science Fiction, November)
- Escape Velocity (1964, in: Brian N. Ball: Tales of Science Fiction)
- The Excursion (in: Science Fantasy, April 1965)
- The Fauntleroy Syndrome (in: Vision of Tomorrow #12, September 1970)
- The Call of the Grave (1973, in: Roger Elwood (Hrsg.): Monster Tales: Vampires, Werewolves and Things)
- The Warlord of Kul Satu (1975, in: Gerald W. Page (Hrsg.): Nameless Places; auch: The Warlord of Kal Satu, 2003)
- Dark Peak (2004, in: Philip Harbottle (Hrsg.): Fantasy Adventures 9)
- Medea (2004, in: Philip Harbottle (Hrsg.): Fantasy Adventures 10)
- The Fly in the Ring (2004, in: Philip Harbottle (Hrsg.): Fantasy Adventures #11)
- Pigs (2006, in: Philip Harbottle (Hrsg.): Fantasy Adventures #12)
- Seeing Flynn (2008, in: Philip Harbottle (Hrsg.): Fantasy Adventures #13)
- The Case of the Captive Clairvoyant (2012, in: Brian N. Ball: The Baker Street Boys: Two Baker Street Irregular Novellas)
- The Case of the Disappearing Despatch Case (2012, Brian N. Ball: The Baker Street Boys: Two Baker Street Irregular Novellas)

Anthologien
- Tales of Science Fiction (1964)

Sachliteratur
- Young Person’s Guide to UFOs (1979)